# Sông Ông Đốc
Sông Ông Đốc hay Sông Đốc là một con sông tại huyện Trần Văn Thời, tỉnh Cà Mau, Việt Nam. Sông dài 58 km, bắt nguồn từ ngã ba sông Cái Tàu – Sông Trẹm chảy về hướng Tây ngang qua nhiều làng xóm đã được định cư lâu đời: Xóm Sở, Cán Dù, Nổng Kè, Ông Tự, Tham Trơi,... và đổ ra cửa Ông Đốc ở phía Vịnh Thái Lan. Hai bên hữu ngạn và tả ngạn có nhiều sông rạch nhỏ: rạch Cái Tàu, Rạch Giếng, Rạch Cui, Rạch Ráng, Rạch Vọp,...

## Địa danh sông Ông Đốc
Theo nhiều tài liệu lịch sử ghi lại, vào thế kỷ thứ 18, sông Ông Đốc có tên gọi là Khoa Giang. Sau sự kiện năm Quý Mão (1783), khi bị hùng binh Tây Sơn Nguyễn Huệ truy đuổi, Nguyễn Ánh cùng gia tộc chạy về vùng đất phương Nam đến cửa Khoa Giang, nhờ có tướng Đốc Huỳnh liều mình cứu cho Nguyễn Ánh thoát chết. Sau đó, sông Khoa Giang được đổi tên sông Ông Đốc cho đến bây giờ. Về sau, nhiều người đọc trại thành Sông Đốc và đó cũng là tên gọi của thị trấn miền quê biển này.
Ngày 10 tháng 2 năm 1955, cửa biển sông Ông Đốc trở thành nơi ghi dấu lịch sử cách mạng, là nơi chứng kiến, tiễn đưa chuyến tàu cuối cùng đưa cán bộ miền Nam tập kết ra Bắc, kết thúc cuộc kháng chiến chống thực dân Pháp xâm lược.
Dòng sông này trước kia còn có tên là Khoa Giang, nơi đây đã chứng kiến biết bao sự kiện lịch sử của vùng đất Cà Mau từ thời kỳ đầu khai phá đến hai cuộc kháng chiến chống Pháp và chống Mỹ của nhân dân ta. Tên gọi sông Ông Đốc xuất phát từ truyền thuyết, trong thời gian bị quân Tân Sơn truy đuổi, Nguyễn Ánh cùng đoàn tùy tùng chạy về phương Nam, đã đến nhiều nơi trên đất Cà Mau. Một hôm chạy trốn vào xóm Cái Tàu (nay thuộc xã Khánh An), rồi dự định theo con sông này để ra hòn Thổ Chu (nằm ngoài Vịnh Thái Lan) sang nước Xiêm La xin cầu viện. Không ngờ, đoàn thuyền vừa đi khỏi vàm Rạch Cui một quãng thì quân Tây Sơn đuổi tới.
Trong lúc ngàn cân treo sợi tóc, Đô Đốc Thủy binh Nguyễn Văn Vàng ở trong đoàn tùy tùng bèn tâu với vua xin cởi hoàng bào cho ông mặc để ở lại cản trở và đánh lạc hướng quân giặc. Nhờ vậy, Nguyễn Ánh thoát lên bờ và trốn lên rừng Khánh Bình. Còn Đô Đốc Vàng thì bị quân Tây Sơn giết chết, thây chìm xuống sông sâu. Quân Tây Sơn tưởng rằng đã giết được Nguyễn Ánh nên không truy đuổi nữa. Nguyễn Ánh nhờ vậy mới thoát thân, liền thay đổi lộ trình, quay trở lại rạch Ông Tự (thuộc xã Phong Lạc), rồi hành quân qua ngọn rạch Cái Rắn và đóng quân tại nơi đây để củng cố lực lượng tìm đường thoát thân. Ngày nay ở vùng Cái Rắn còn lưu lại di tích một nền trại lính và một cái ao lịch sử, dân địa phương gọi là Ao Vua.
Cảm phục trước sự hy sinh cứu chúa của Đô Đốc Vàng, người dân ở đây gọi con sông này là sông Đốc Vàng để tưởng nhớ vị Đô Đốc Thủy binh đã tận trung. Dần dần, cái tên gọi sông Ông Đốc trở nên quen thuộc với người Cà Mau, có khi dân gian gọi tắt thành Sông Đốc.
Năm 1954, dòng sông Ông Đốc lại chứng kiến cuộc chia ly lịch sử của đồng bào, cán bộ, chiến sĩ là con em Cà Mau và Nam Bộ tập kết ra miền Bắc. Sau khi Hiệp định Geneva được ký kết, đất nước ta tạm thời bị chia cắt làm hai miền, cửa sông Ông Đốc là một trong những điểm tập kết lớn của miền Nam. Và trong những chuyến tàu cuối cùng, người ta thấy đồng chí Lê Duẩn cùng với đồng chí Lê Đức Thọ lên tàu đi tập kết.
Ít ai biết rằng, đồng chí Lê Duẩn bước chân lên tàu chỉ để đánh lạc hướng quân thù. Sau khi những chuyến tàu tập kết rời bến Sông Đốc, đồng chí Lê Duẩn đã được bí mật đưa trở lại để lãnh đạo Cách mạng miền Nam trong những năm giai đoạn đầu kháng chiến chống Mỹ.
Địa danh Sông Đốc còn được dùng để đặt cho chợ Sông Đốc, thị trấn Sông Đốc (thị trấn thuộc huyện Trần Văn Thời). Nơi đây tập trung đông dân cư, buôn bán sầm uất với nhiều ngành nghề kinh doanh đặc thù của một thị trấn ven biển, với những phong tục tập quán, thói quen sinh hoạt, tín ngưỡng dân gian tạo nên một không gian văn hóa rất riêng của miền biển.
Đặc biệt, ở đây còn có Lăng thờ Cá Ông “Nam Hải Đại Tướng Quân” ở khóm 2, thị trấn Sông Đốc. Vào các ngày 14, 15, 16 tháng 2 âm lịch hằng năm, nơi đây diễn ra Lễ hội Nghinh Ông, là lễ hội dân gian lớn nhất Cà Mau, thu hút hàng chục ngàn người dân trong tỉnh và các vùng lân cận đến tham dự. Kể cả những ngư phủ từ các tỉnh ven biển miền Trung và Nam Bộ cũng tìm đến cúng viếng, cầu cho mưa thuận gió hòa, trời yên biển lặng.